# Dialecte lodi
Le dialecte lodi (dialetto lodigiano en italien, Ludesàn en lodi) est l'une des variantes de la branche occidentale de la langue lombarde parlée dans la province de Lodi, dans certaines municipalités limitrophes des provinces de Milan (dans les régions de Paullo et de Melegnano) et de Pavie (dans la région de Chignolo Po et de Miradolo Terme), dans les municipalités occidentales du Cremasco et dans l'exclave milanaise du territoire de Lodi à San Colombano al Lambro.